# Hypoatherina tropicalis
Hypoatherina tropicalis är en fiskart som först beskrevs av Whitley, 1948.  Hypoatherina tropicalis ingår i släktet Hypoatherina och familjen silversidefiskar. Inga underarter finns listade i Catalogue of Life.